# 맥아더 공로
맥아더 공로(중국어 정체자: 麥克阿瑟公路, 병음: màikè'āsè gōnglù 마이커아서 궁루[*], MacArthur Thruway)는 중화민국의 지룽~타이베이 사이에 존재하는 도로를 부르던 명칭으로 맥수공로(중국어 정체자: 麥帥公路, 병음: màishuài gōnglù 마이쑤아이 궁루[*])로도 불리였다. 맥아더 공로는 타이완 지구 최초의 자동차 전용도로이자 고속도로로 1964년 5월 2일부터 1977년 7월 10일까지 불렸으며 현재의 중산 고속공로 지룽~타이베이 구간에 해당한다.

## 역사
맥아더 공로는 1962년 5월에 정식으로 착공하였으며, 착공 당시 베이지2로(중국어 정체자: 北基二路, 병음: běijīèrlù 베이지얼루[*])라는 이름을 사용하다 이후 베이지 신로(중국어 정체자: 北基新路, 병음: běijī xīnlù 베이지 신루[*])라는 이름으로 개명하였다. 이후 맥아더 공로(중국어 정체자: 麥克阿瑟公路, 병음: màikè'āsè gōnglù 마이커아서 궁루[*])라는 이름으로 개명하였는데, 제2차 세계대전의 명장 더글러스 맥아더의 이름에서 유래하였다. 1964년 4월에 타계한 더글러스 맥아더를 기리기 위해 도로명이 개명된 것이었다. 타이베이 시 난징둥루 베드민턴장(현 타이베이 체육관) 앞에서 시작하여 지룽강에 있는 정치교(중국어 정체자: 正氣橋, 병음: zhèngqìqiáo 정치차오[*], 정기교)를 건넌 후 네이후(内湖), 우두(五堵), 류두(六堵), 치두(七堵), 바두(八堵)를 경유해 지룽시의 샤오(孝)2로, 중스루(중국어 정체자: 忠四路, 병음: zhōngsìlù)길목까지 이어졌으며 총연장은 23km였다.
공사 당시 맥아더 공로의 목적은 타이베이와 지룽 간의 수송문제를 해결하기 위해 필요하다는 것에 의해 결정되었으며, 타이완 국외의 고속도로 형식을 참조하여, 폐쇄식의 자동차 전용도로로 설계하였다. 해당 도로는 미국의 원조하에 완성되었으며, 건설경비합계는 2억 6천여만 대만 달러였다. 시공한지 2년만인 1964년 5월 2일에 완공되어 개통하였다. 타이완 성 주석 황제(黃杰), 중화민국 교통부 부장 첸이(沈怡), 중화민국 주재 미국 대사관 대표 高立夫가 공동주관으로 개통 테이프를 끊고 개통식을 가졌으며, 이와 함께 타이완 성 공로국의 진마호(zh:金馬號), 자동차 행렬이 있었다. 이는 타이완에서 고속도로를 통한 수송의 기원이 되었다. 맥아더 공로가 완공된 후, 맥아더 공로는 타이베이 시의 난징둥루처럼 타이완 성도 제5호선의 일부로 편입되었다.
맥아더 공로의 전구간은 32개의 교량, 공로 전 12개의 입체교차로 1개의 터널이 있는데 터널은 중싱터널(中興隧道)로 부른다. 맥아더 도로는 요금소가 설치되었는데 당시 통행료는 대형자동차는 10 대만 달러, 소형차는 5 대만 달러, 군용차량은 1 대만 달러였다. 삼륜차, 모터사이클, 자전거는 진입이 금지되었다. 개통 초기에는 규정속도가 60~80km/h로 규정되었으며 이후 80~100km/h로 되었다. 평지는 100km/h, 구릉지는 80km/h로 규정되었다. 그러나 이는 고속도로의 개념에 이르지 않게 고려 및 설계하여 그러한 것이었다.
도로의 폭이 8m로 좁아(각각 1개 차로가 없이 편도로 1개의 차로로만 되어있는 도로) 중앙분리대가 없이 설계되었으며, 도로 양 옆으로 가드레일이 없는 곳도 있었다. 도로를 이용하는 사람들은 차량통행 안전관념이 부족해 종종 차량사고가 생긴데다, 시공의 질이 나빠 맥아더 공로가 개통 후 2년간 51건의 차량사고가 발생하여 사상자 수는 273명에 달했다.
10대 건설 추진 이후, 맥아더 공로는 중산 고속공로의 지룽 ~ 타이베이 구간에 편입되었으며, 기존의 성도(省道)는 1978년에 성도로 편입되어 성도번호가 부여되었다. 1979년 중산 고속공로 개통 후, 맥아더 공로는 맥수1교(zh:麥帥一橋)부터 중산 고속공로 네이후 나들목(内湖交流道) 구간으로 줄어들어 2km 구간의 도로로 되었다. 해당 도로는 1980년 시내도로에 편입되어 난징둥루 6구로 명명되었다(길 양쪽의 건물 주소는 2009년에 난징둥루 6구로 개편되었다). 신베이시 시즈 구 캉닝(康寧)가 동구 및 우두 나들목(五堵交流道) 서쪽의 스지안루 253항(實踐路253巷) 중 일부분의 굽은 도로는 맥아더 공로의 일부였다. 이것은 도로의 폭이 넓은 현재의 고속도로 표준으로 말하면 부족함이 있는 것을 맥아더 도로로부터 알 수 있다.

## 같이 보기
- 중산 고속공로
- 난징둥루